# 주식 스왑
주식 스왑(stock swap)은 기업재무에서 하나의 주식 기반 자산을 다른 자산으로 교환하는 것으로, 인수 또는 합병 중에 스왑을 통해 현금보다는 주식으로 지불할 수 있는 기회를 제공한다.

## 내부 스왑
주식 스왑은 회사 내부에서도 발생할 수 있다. 스타벅스는 과거에도 이 전략을 사용해왔다. 직원들에게 제공한 스톡 옵션의 가격이 너무 낮아 사실상 가치가 없게 되자 스타벅스는 스왑 옵션을 제안했다. 회사는 직원들이 가치 없는 주식을 더 높은 가치를 지닌 주식으로 교환할 수 있도록 허용했다.

## 예시
- 2010년에는 미란트와 RRI 에너지라는 두 회사가 함께 GenOn 에너지를 설립했다. 미란트 주주들은 자신이 소유한 미란트 주식 1주당 RRI 2.885주를 받았다. 이 주식 스왑은 미란트 주주에게 매력적인 제안을 제공함으로써 인수를 촉진하고 미란트 이사회가 인수를 허용하도록 설득하는 데 도움이 되었다.
- 2014년 한국의 인터넷 기업인 다음커뮤니케이션이 카카오 (기업)와 합병하여 주식스왑 거래를 통해 다음카카오를 설립했다. 합병비율은 약 1.14로 카카오의 우회상장으로 꼽힌다.
- 2017년 디즈니는 520억 달러(부채 포함 시 660억 달러) 규모의 전체 주식 거래를 통해 21세기 폭스 자산 대부분을 인수했다. 인수된 회사의 주주는 합병된 회사의 25%를 소유하고 디즈니 주주는 75%의 과반수를 소유하게 된다.